# Marc-André Fleury
Marc-André Fleury (* 28. listopadu 1984, Sorel-Tracy, Québec, Kanada) je kanadský hokejový brankář. Naposledy působil v týmu Minnesota Wild v NHL. 21. června 2003 byl ve vstupním draftu NHL 2003 draftován v prvním kole jako 1. celkově týmem Pittsburgh Penguins. Stal se teprve třetím brankářem, který se stal jedničkou draftu v NHL. Před ním to byli pouze Michel Plasse a Rick DiPietro.

## Kariéra

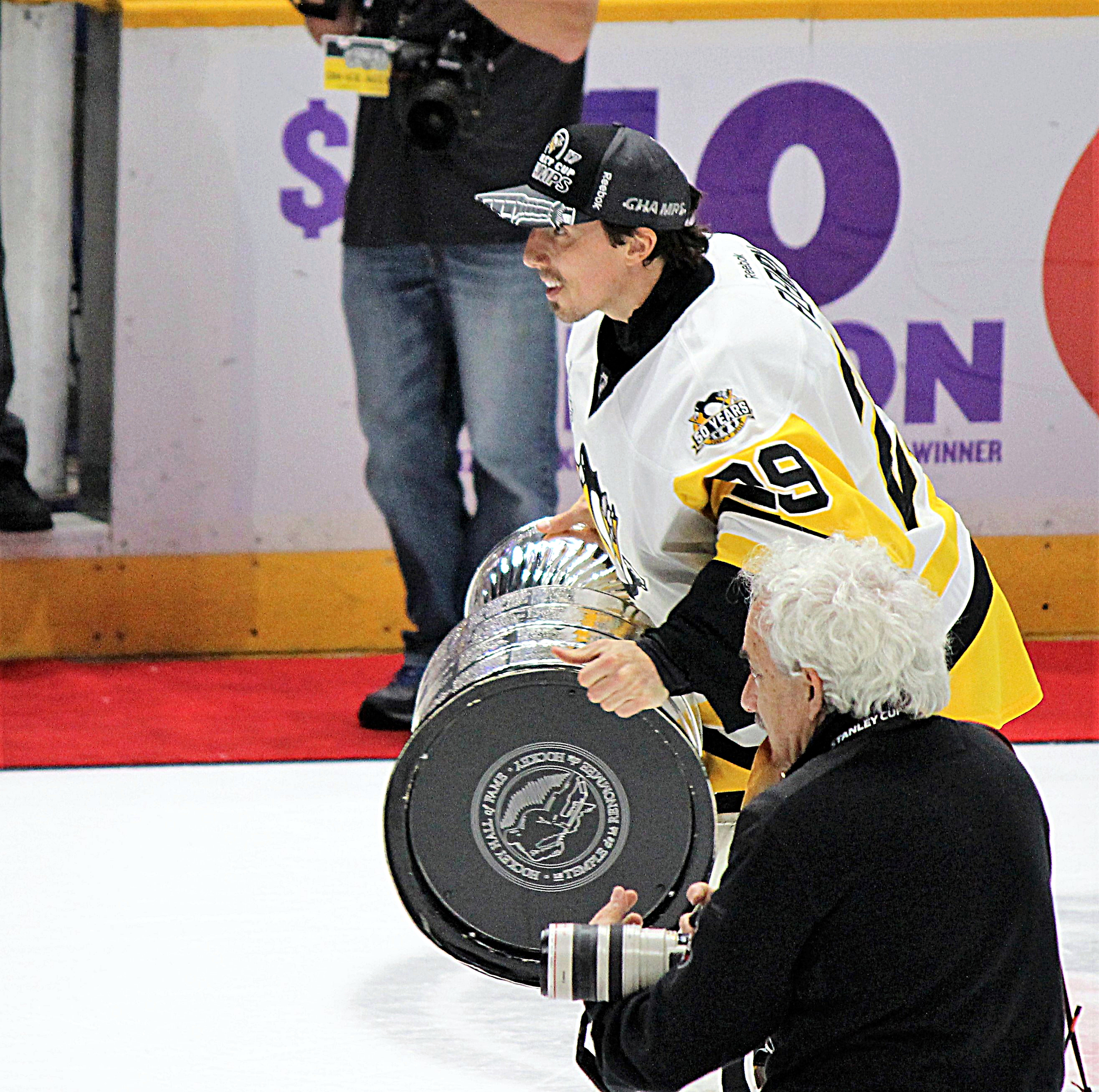
Marc-André Fleury s Stanleyovým pohárem v dresu Pittsburgh Penguins v Nashville (2017)

Fleury byl vybrán jako jednička v draftu NHL týmem Pittsburgh Penguins v roce 2003 a zákonitě tak byl označován jako jeden z největších talentů NHL.
Debutoval v sezóně 2003-2004, odehrál v ní 21 zápasů. Byl trojkou Penguins za Jeanem-Sebastienem Aubinem a Sebastienem Caronem.
Dne 1. března 2007 se stal po Tomu Barassovi prvním gólmanem Penguins, který překonal hranici 30 výher v sezoně a o několik dní později dosáhl i na 40. výhru.
Dne 25. ledna 2008 jeho juniorský tým Cape Breton Screaming Eagles vyřadil jeho číslo 29.
Dne 22. června 2017 přestoupil do nově založeného týmu Vegas Golden Knights
Dne 27. července 2021 byl vyměněn za centra Mikaela Hakkarainena do klubu Chicago Blackhawks
Dne 21. března 2022 byl vyměněn do týmu Minnesota Wild. 

## Osobní život
Narodil se v Sorel-Tracy, malém městě nedaleko Montrealu otci Andrému a matce France.
Má sestru Marylene.

## Ocenění a úspěchy
- 2002 QMJHL – Nejúspěšnější brankář
- 2003 CHL – Třetí All-Star Tým
- 2003 CHL – Top Prospects Game
- 2003 QMJHL – Michael Bossy Trophy
- 2003 QMJHL – Druhý All-Star Tým
- 2003 MSJ – All-Star Tým
- 2003 MSJ – Nejnižší průměr inkasovaných branek
- 2003 MSJ – Nejužitečnější hráč
- 2003 MSJ – Nejlepší brankář
- 2004 NHL – Nejlepší nováček října 2003
- 2006 AHL – Nejlepší brankář října 2005
- 2011 NHL – All-Star Game
- 2015 NHL – All-Star Game
- 2015 NHL – Nejvíce čistých kont
- 2018 NHL – All-Star Game
- 2019 NHL – All-Star Game
- 2020 NHL – All-Star Game (pouze nominován)
- 2021 NHL – Vezina Trophy
- 2021 NHL – William M. Jennings Trophy
- 2021 NHL – Druhý All-Star Tým

## Prvenství
- Debut v NHL - 10. října 2003 (Pittsburgh Penguins proti Los Angeles Kings)
- První inkasovaný gól v NHL - 10. října 2003 (Pittsburgh Penguins proti Los Angeles Kings, kanadským útočníkem Éric Bélanger)
- První čisté konto v NHL - 30. října 2003 (Chicago Blackhawks proti Pittsburgh Penguins)

## Statistiky

### Základní části
| Sezona       | Tým                            | Liga         | Z     | V   | P   | R | Pvp | MIN    | OG    | ČK | POG  | %ChS |
| ------------ | ------------------------------ | ------------ | ----- | --- | --- | - | --- | ------ | ----- | -- | ---- | ---- |
| 1999–00      | Charles–Lemoyne Riverains      | QMAAA        | 15    | 4   | 9   | 0 | —   | 780    | 36    | 1  | 2.77 | .896 |
| 2000–01      | Cape Breton Screaming Eagles   | QMJHL        | 35    | 12  | 13  | 2 | —   | 1,705  | 115   | 0  | 4.05 | .886 |
| 2001–02      | Cape Breton Screaming Eagles   | QMJHL        | 55    | 26  | 14  | 8 | —   | 3,043  | 141   | 2  | 2.78 | .915 |
| 2002–03      | Cape Breton Screaming Eagles   | QMJHL        | 51    | 17  | 24  | 6 | —   | 2,889  | 162   | 2  | 3.36 | .910 |
| 2003–04      | Pittsburgh Penguins            | NHL          | 21    | 4   | 14  | 2 | —   | 1,154  | 70    | 1  | 3.64 | .896 |
| 2003–04      | Cape Breton Screaming Eagles   | QMJHL        | 10    | 8   | 1   | 1 | —   | 606    | 20    | 0  | 1.98 | .933 |
| 2003–04      | Wilkes-Barre/Scranton Penguins | AHL          | —     | —   | —   | — | —   | —      | —     | —  | —    | —    |
| 2004–05      | Wilkes-Barre/Scranton Penguins | AHL          | 54    | 26  | 19  | 4 | —   | 3,029  | 127   | 5  | 2.52 | .901 |
| 2005–06      | Wilkes-Barre/Scranton Penguins | AHL          | 12    | 10  | 2   | — | 0   | 727    | 19    | 0  | 1.57 | .939 |
| 2005–06      | Pittsburgh Penguins            | NHL          | 50    | 13  | 27  | — | 6   | 2,809  | 152   | 1  | 3.25 | .898 |
| 2006–07      | Pittsburgh Penguins            | NHL          | 67    | 40  | 16  | — | 9   | 3,905  | 184   | 5  | 2.83 | .906 |
| 2007–08      | Pittsburgh Penguins            | NHL          | 35    | 19  | 10  | — | 2   | 1,857  | 72    | 4  | 2.33 | .921 |
| 2007–08      | Wilkes-Barre/Scranton Penguins | AHL          | 5     | 3   | 2   | — | 0   | 297    | 7     | 0  | 1.42 | .950 |
| 2008–09      | Pittsburgh Penguins            | NHL          | 62    | 35  | 18  | — | 7   | 3,641  | 162   | 4  | 2.67 | .912 |
| 2009–10      | Pittsburgh Penguins            | NHL          | 67    | 37  | 21  | — | 6   | 3,798  | 168   | 1  | 2.65 | .905 |
| 2010–11      | Pittsburgh Penguins            | NHL          | 65    | 36  | 20  | — | 5   | 3,695  | 143   | 3  | 2.32 | .918 |
| 2011–12      | Pittsburgh Penguins            | NHL          | 67    | 42  | 17  | — | 4   | 3,896  | 153   | 3  | 2.36 | .913 |
| 2012–13      | Pittsburgh Penguins            | NHL          | 33    | 23  | 8   | — | 0   | 1,858  | 74    | 1  | 2.39 | .916 |
| 2013–14      | Pittsburgh Penguins            | NHL          | 64    | 39  | 18  | — | 5   | 3,792  | 150   | 5  | 2.37 | .915 |
| 2014–15      | Pittsburgh Penguins            | NHL          | 64    | 34  | 20  | — | 9   | 3,776  | 146   | 10 | 2.32 | .920 |
| 2015–16      | Pittsburgh Penguins            | NHL          | 58    | 35  | 17  | — | 6   | 3,463  | 132   | 5  | 2.29 | .921 |
| 2016–17      | Pittsburgh Penguins            | NHL          | 38    | 18  | 10  | — | 7   | 2,126  | 107   | 1  | 3.02 | .909 |
| 2017–18      | Vegas Golden Knights           | NHL          | 46    | 29  | 13  | — | 4   | 2,674  | 100   | 4  | 2.24 | .927 |
| 2018–19      | Vegas Golden Knights           | NHL          | 61    | 35  | 21  | — | 5   | 3,636  | 152   | 8  | 2.51 | .913 |
| 2019–20      | Vegas Golden Knights           | NHL          | 49    | 27  | 16  | — | 5   | 2,881  | 133   | 5  | 2.77 | .905 |
| 2020–21      | Vegas Golden Knights           | NHL          | 36    | 26  | 10  | — | 0   | 2,147  | 71    | 6  | 1.98 | .928 |
| 2021–22      | Chicago Blackhawks             | NHL          | 45    | 19  | 21  | — | 5   | 2,627  | 129   | 4  | 2.95 | .908 |
| 2021–22      | Minnesota Wild                 | NHL          | 11    | 9   | 2   | — | 0   | 658    | 30    | 0  | 2.74 | .910 |
| 2022–23      | Minnesota Wild                 | NHL          | 46    | 24  | 16  | — | 4   | 2,655  | 126   | 2  | 2.85 | .908 |
| 2023–24      | Minnesota Wild                 | NHL          | 40    | 17  | 15  | — | 5   | 2,232  | 111   | 2  | 2.98 | .895 |
| 2024–25      | Minnesota Wild                 | NHL          | 26    | 14  | 9   | — | 1   | 1,390  | 68    | 1  | 2.93 | .899 |
| Celkem v NHL | Celkem v NHL                   | Celkem v NHL | 1,051 | 575 | 339 | 2 | 95  | 60,669 | 2,633 | 76 | 2.60 | .912 |

### Play-off
| Sezona       | Tým                            | Liga         | Z   | V  | P  | MIN    | OG  | ČK | POG  | %ChS |
| ------------ | ------------------------------ | ------------ | --- | -- | -- | ------ | --- | -- | ---- | ---- |
| 2000–01      | Cape Breton Screaming Eagles   | QMJHL        | 2   | 0  | 1  | 32     | 4   | 0  | 3.15 | .905 |
| 2001–02      | Cape Breton Screaming Eagles   | QMJHL        | 16  | 9  | 7  | 1,003  | 55  | 0  | 3.29 | .900 |
| 2002–03      | Cape Breton Screaming Eagles   | QMJHL        | 4   | 0  | 4  | 228    | 17  | 0  | 4.47 | .894 |
| 2003–04      | Cape Breton Screaming Eagles   | QMJHL        | 4   | 1  | 3  | 251    | 13  | 0  | 3.10 | .886 |
| 2003–04      | Wilkes-Barre/Scranton Penguins | AHL          | 2   | 0  | 1  | 92     | 6   | 0  | 3.90 | .800 |
| 2004–05      | Wilkes-Barre/Scranton Penguins | AHL          | 4   | 0  | 2  | 151    | 11  | 0  | 4.36 | .843 |
| 2005–06      | Wilkes-Barre/Scranton Penguins | AHL          | 5   | 2  | 3  | 311    | 18  | 0  | 3.48 | .883 |
| 2006–07      | Pittsburgh Penguins            | NHL          | 5   | 1  | 4  | 287    | 18  | 0  | 3.76 | .880 |
| 2007–08      | Pittsburgh Penguins            | NHL          | 20  | 14 | 6  | 1,251  | 41  | 3  | 1.97 | .933 |
| 2008–09      | Pittsburgh Penguins            | NHL          | 24  | 16 | 8  | 1,447  | 63  | 0  | 2.61 | .908 |
| 2009–10      | Pittsburgh Penguins            | NHL          | 13  | 7  | 6  | 798    | 37  | 1  | 2.78 | .891 |
| 2010–11      | Pittsburgh Penguins            | NHL          | 7   | 3  | 4  | 405    | 17  | 1  | 2.52 | .899 |
| 2011–12      | Pittsburgh Penguins            | NHL          | 6   | 2  | 4  | 337    | 26  | 0  | 4.63 | .834 |
| 2012–13      | Pittsburgh Penguins            | NHL          | 5   | 2  | 2  | 290    | 17  | 1  | 3.52 | .883 |
| 2013–14      | Pittsburgh Penguins            | NHL          | 13  | 7  | 6  | 800    | 32  | 2  | 2.40 | .915 |
| 2014–15      | Pittsburgh Penguins            | NHL          | 5   | 1  | 4  | 312    | 11  | 0  | 2.12 | .927 |
| 2015–16      | Pittsburgh Penguins            | NHL          | 2   | 0  | 1  | 79     | 4   | 0  | 3.04 | .875 |
| 2016–17      | Pittsburgh Penguins            | NHL          | 15  | 9  | 6  | 867    | 37  | 2  | 2.56 | .924 |
| 2017–18      | Vegas Golden Knights           | NHL          | 20  | 13 | 7  | 1,259  | 47  | 4  | 2.24 | .927 |
| 2018–19      | Vegas Golden Knights           | NHL          | 7   | 3  | 4  | 467    | 21  | 1  | 2.70 | .909 |
| 2019–20      | Vegas Golden Knights           | NHL          | 4   | 3  | 1  | 238    | 9   | 0  | 2.27 | .910 |
| 2020–21      | Vegas Golden Knights           | NHL          | 16  | 9  | 7  | 973    | 33  | 1  | 2.04 | .918 |
| 2021–22      | Minnesota Wild                 | NHL          | 5   | 2  | 3  | 297    | 15  | 0  | 3.04 | .906 |
| 2022–23      | Minnesota Wild                 | NHL          | 2   | 0  | 1  | 77     | 7   | 0  | 5.48 | .811 |
| 2024–25      | Minnesota Wild                 | NHL          | 1   | 0  | 1  | 24     | 1   | 0  | 2.49 | .857 |
| Celkem v NHL | Celkem v NHL                   | Celkem v NHL | 170 | 92 | 75 | 10,207 | 436 | 16 | 2.56 | .911 |

### Reprezentace
| Rok                       | Tým                       | Soutěž                    | Z  | V | P | R | MIN | OG | ČK | POG  | %ChS  |
| ------------------------- | ------------------------- | ------------------------- | -- | - | - | - | --- | -- | -- | ---- | ----- |
| 2003                      | Kanada 20                 | MSJ                       | 5  | 5 | 0 | 0 | 267 | 0  | 5  | 0.00 | 1.000 |
| 2004                      | Kanada 20                 | MSJ                       | 5  | 4 | 1 | 0 | 299 | 9  | 1  | 1.81 | .920  |
| Juniorská kariéra celkově | Juniorská kariéra celkově | Juniorská kariéra celkově | 10 | 8 | 2 | 0 | 566 | 16 | 2  | 1.69 | .924  |